# Ellobius fuscocapillus
Ellobius fuscocapillus — вид гризунів родини хом'якових (Cricetidae). Зустрічається в Афганістані, Ірані, Пакистані, Туркменістані. Вид є рийним і живе у відкритому степовому середовищі з пухким ґрунтом, а не піском. Харчується підземними частинами рослин. Він не впадає в сплячку, але влітку може стати неактивним.

## Морфологічна характеристика
Вид має циліндричну будову тіла. Має м'яке хутро, яке зверху червоно-коричневе, боки і ноги досить світлі, а горло і живіт білі. Тварини досягають довжини голови й тулуба від 10 до 15 сантиметрів, хвіст дуже короткий і досягає довжини всього від 0,5 до 2 сантиметрів. Середня загальна вага становить від 50 до 85 грам.

## Спосіб життя
У цього виду раціон складається з коренів і частин рослин, що ростуть під землею. Як і кроти, вони риють тунелі поблизу землі, в яких шукають їжу. Вони також риють глибші тунелі, в яких будують гнізда. Тунелі пролягають приблизно на 10–20 см під землею. Вони утворюють широко розгалужену систему, яка також включає гніздову камеру на глибині 50 см.